# Fra Mauro

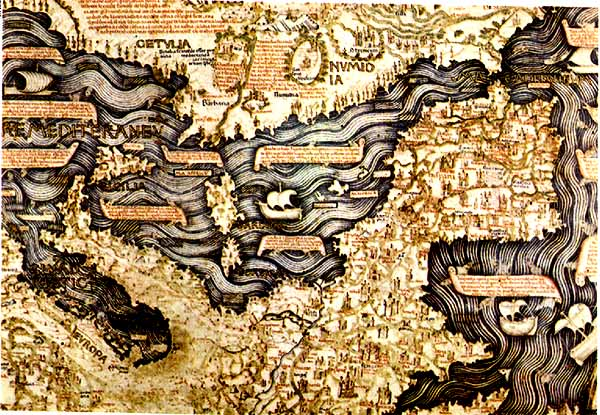
En av Fra Mauro ritad karta över Europa. Notera att kartan enligt modern konvention har ritats upp-och-ner.

Fra Mauro, född cirka 1385, död 1459, var en italiensk munk och kartritare. Han ritade kartor över de då kända delarna av Medelhavsområdet med förvånansvärt stor överensstämmelse med verkligheten.
Fra Mauro har namngett en krater och en bergsformation på månen. Dessa besöktes av Apollo 14 i februari 1971.